# Plethocrossus acutiformis
Plethocrossus acutiformis är en mångfotingart som beskrevs av Demange 1972. Plethocrossus acutiformis ingår i släktet Plethocrossus och familjen Odontopygidae. Inga underarter finns listade i Catalogue of Life.